# Eugène Thomas

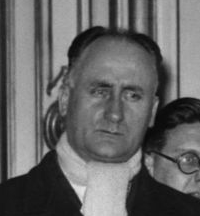
Eugène Thomas (1946)

Eugène Thomas (* 23. Juli 1903 in Vieux-Condé, Département Nord; † 29. Januar 1969 in Le Quesnoy, Département Nord) war ein französischer Politiker der SFIO (Section française de l’Internationale ouvrière), der unter anderem zwischen 1936 und 1942 Mitglied der Abgeordnetenkammer war sowie von 1945 bis 1958 Mitglied der Nationalversammlung war. Er war mehrmals Staatssekretär und bekleidete zudem in verschiedenen Kabinetten das Amt des Ministers für Post, Telegrafie und Telefonie.

## Leben
Eugène Thomas, eines von sechs Kindern eines Zollbeamten, war nach dem Besuch der École normale von Douai als Schullehrer tätig und engagierte sich in der Gewerkschaft CGTU (Confédération générale du travail unitaire), ehe er 1930 Mitglied der Nationalen Lehrergewerkschaft SNI (Syndicat national des instituteurs) wurde, die dem Allgemeinen Gewerkschaftsbund CGT (Confédération générale du travail) angeschlossen ist. Zu dieser Zeit begann er auch sein politisches Engagement als Mitglied der Französischen Sektion der Arbeiter-Internationale SFIO (Section française de l’Internationale ouvrière) als Nachfolger von Alfred Lacourt und wurde er bei der Wahl am 3. Mai 1936 für die SFIO im dritten Wahlkreis von Avesnes zum Mitglied der Abgeordnetenkammer (Chambre des députés) gewählt und gehörte dieser nominell bis zum 31. Mai 1942 an. Darüber hinaus wurde er 1937 erstmals Mitglied des Generalrates des Département Nord gewählt und gehörte diesem bis 1940 an.
Während der Provisorischen Regierung der Französischen Republik löste Thomas am 27. Juni 1945 Augustin Laurent im Kabinett de Gaulle I im Amt des Ministers für Post, Telegrafie und Telefonie (Ministre des postes, télégraphes et téléphones) ab und bekleidete das Ministeramt vom 21. November 1945 bis zum 26. Januar 1946 auch im Kabinett de Gaulle II. Bei der Wahl am 21. Oktober 1945 wurde er für die SFIO im dritten Wahlkreis des Département Nord zum Mitglied der Verfassunggebenden Nationalversammlung (Assemblée nationale constituante) gewählt und gehörte dieser beziehungsweise nach der Wahl am 2. Juni 1946 der Nationalversammlung (Assemblée nationale) und seinen Wiederwahlen am 10. November 1946, 17. Juni 1951 und 2. Januar 1956 bis zum 5. Dezember 1958 an, nachdem er bei der Wahl am 30. August 1958 eine Niederlage gegen Paul Bécue von der Union pour la Nouvelle République (UNR). Des Weiteren wurde er 1945 erstmals Mitglied des Generalrates des Département Nord und vertrat dort bis zu seiner Ablösung durch Robert Liot 1949 den Kanton Le Quesnoy-Est. 1945 wurde außerdem zum ersten Mal Bürgermeister von Le Quesnoy und hatte dieses Amt bis zu seiner Ablösung durch Eugène Maillard 1947.

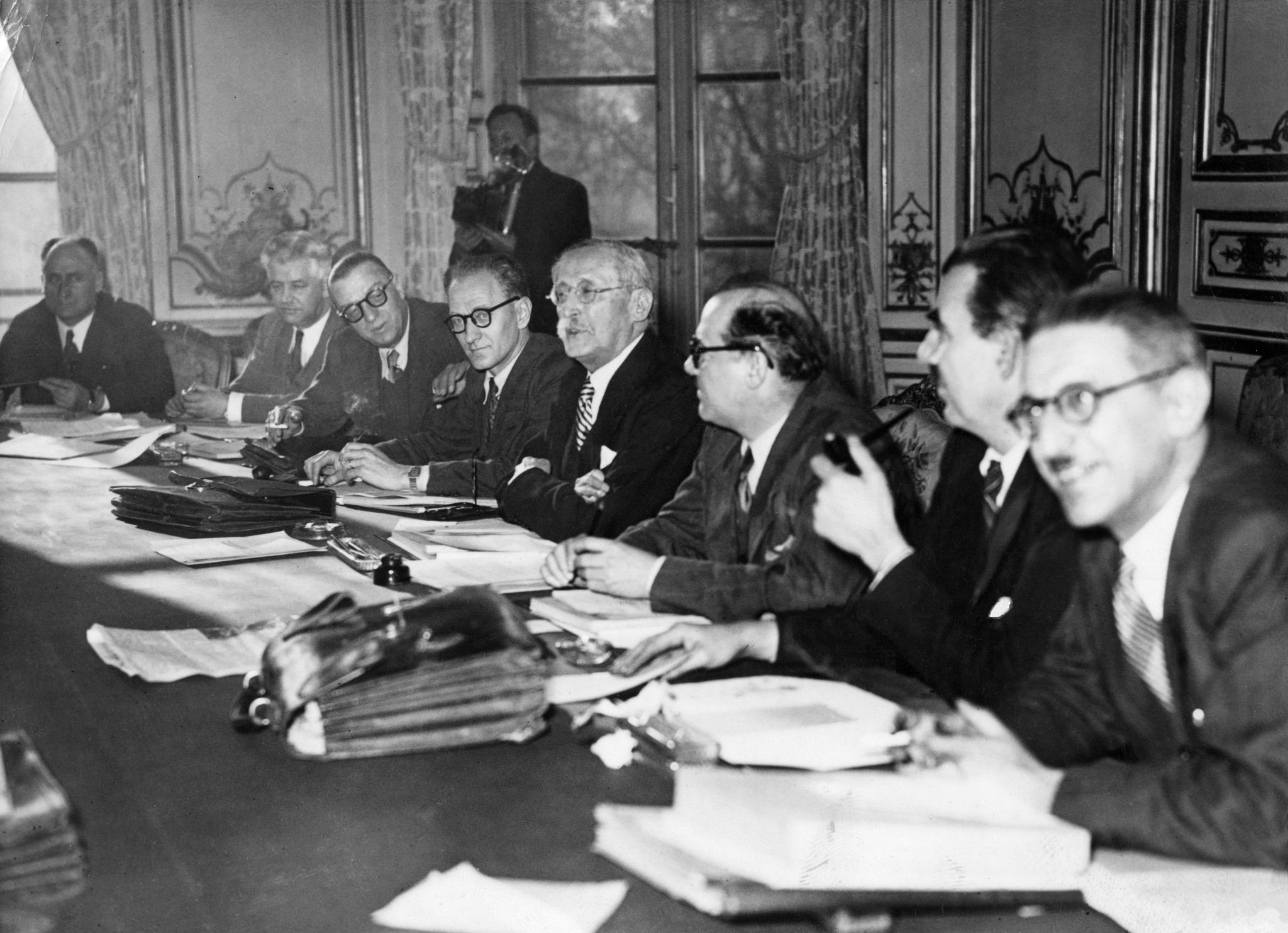
Eugène Thomas (links) und weitere Mitglieder des dritten Kabinetts Blum (Dezember 1946)

Das Amt des Ministers für Post, Telegrafie und Telefonie übernahm Eugène Thomas zwischen 16. Dezember 1946 und dem 22. Januar 1947 auch im Kabinett Blum III sowie als Nachfolger von Félix Gouin vom 9. Mai bis zum 22. Oktober 1947 im Kabinett Ramadier I und war in dieser Zeit Doyen des Weltpostkongresses, der vom 7. Mai bis 5. Juli 1947 im Pariser Palais du Luxembourg stattfand. Im Anschluss fungierte er vom 27. Oktober 1947 bis zum 24. November 1947 im Kabinett Ramadier II als Staatssekretär beim Präsidium des Ministerrates (Secrétaire d’État à la présidence du Conseil des ministres) und war damit ein enger Mitarbeiter von Premierminister Paul Ramadier. Nach der „Abwertung“ des Ministeriums zu einem Staatssekretariat fungierte er in den Kabinetten Schuman I (24. November 1947 bis 26. Juli 1948), Marie (26. Juli bis 5. September 1948), Schuman II (5. September bis 11. September 1948) sowie Queuille I (11. September 1948 bis 28. Oktober 1949) als Staatssekretär für Post, Telegrafie und Telefonie (Secrétaire d’État aux Postes, Télégraphes et Téléphones).

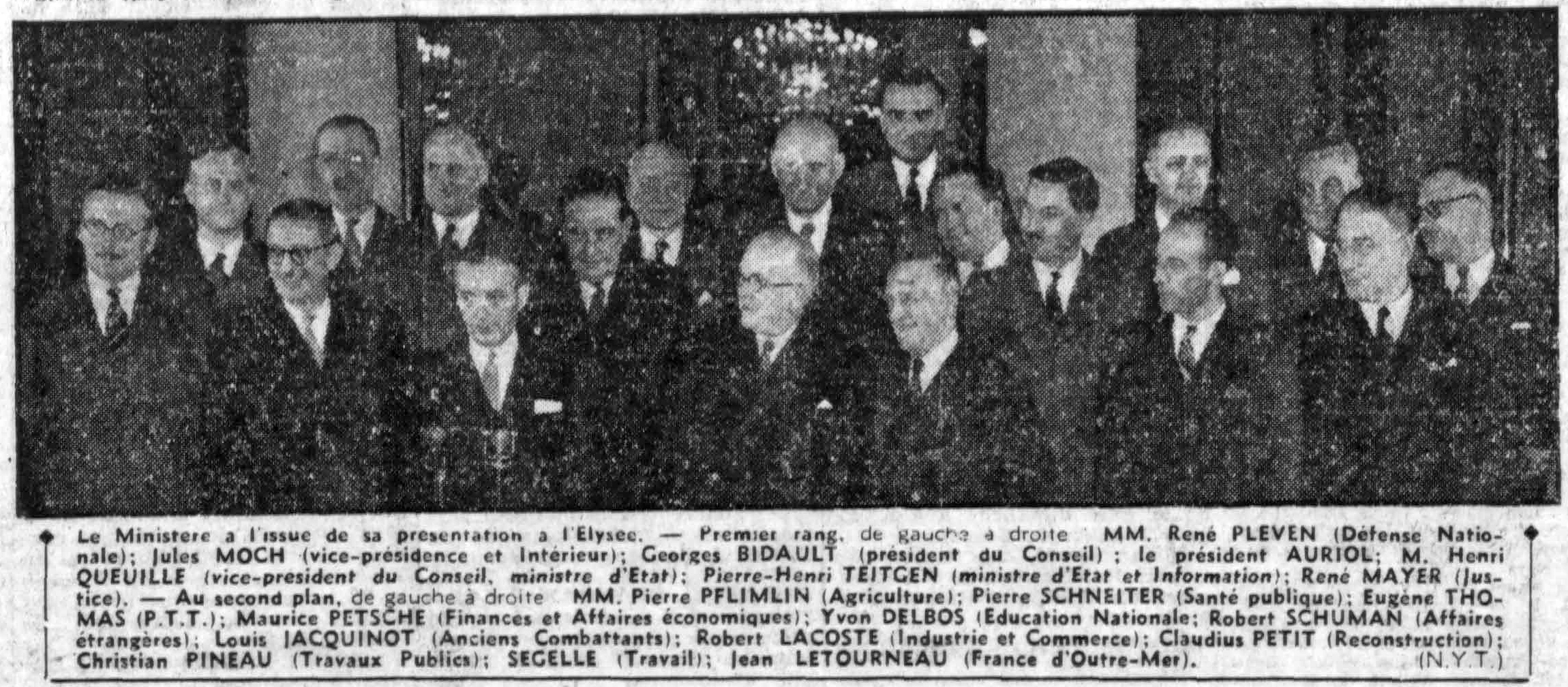
Das Kabinett Bidault II

Daraufhin übernahm Thomas im Kabinett Bidault II zwischen dem 29. Oktober 1949 und dem 7. Februar 1950 das wieder geschaffene Amt Ministers für Post, Telegrafie und Telefonie. Im Kabinett Pleven I fungierte er vom 12. Juli 1950 bis zum 11. August 1951 als Staatssekretär im Innenministerium (Secrétaire d’État à l’Intérieur) und somit als enger Mitarbeiter von Innenminister Henri Queuille. Als Nachfolger von Robert Liot wurde er zudem 1950 wieder zum Mitglied des Generalrates des Département Nord gewählt, dem er nunmehr 19 Jahre lang bis 1969 angehörte. Am 3. Mai 1953 löste er darüber hinaus Eugène Maillard als Bürgermeister von Le Quesnoy ab und verblieb in dieser Funktion bis zum 29. Januar 1969, woraufhin Albert Verdure neuer Bürgermeister wurde. Am 1. Februar 1956 wurde er im Kabinett Mollet wieder Staatssekretär für Post, Telegrafie und Telefonie im Wirtschafts- und Finanzministerium und verblieb in der Funktion auch im Kabinett Bourgès-Maunoury (13. Juni bis 6. November 1957) sowie im darauf folgenden Kabinett Gaillard (6. November 1957 bis 14. Mai 1958). Zuletzt übernahm er am 9. Juni 1958 im Kabinett de Gaulle III noch einmal das Amt als Minister für Post, Telegrafie und Telefonie und hatte dieses bis zum 8. Januar 1959 inne.